# Helen M. Ranney
Helen M. Ranney (* 12. April 1920 in Summerhill, New York; † 5. April 2010 in San Diego, Kalifornien) war eine US-amerikanische Hämatologin.

## Leben und Wirken
Ranney erwarb 1941 einen Bachelor am Barnard College. Als Medizinstudentin wurde sie von der Columbia University zunächst abgelehnt und arbeitete vorübergehend als Laborassistentin, konnte aber im Zweiten Weltkrieg doch Medizin studieren und erwarb 1947 an der Columbia University einen M.D. als Abschluss des Medizinstudiums. Als Assistenzärztin arbeitete sie an der Columbia University, wo sie auch erste Lehraufgaben erfüllte. 1960 wechselte sie an das Albert Einstein College of Medicine, wo sie 1965 Professorin wurde. 1970 erhielt sie eine Professur an der University at Buffalo, 1973 wechselte sie – als erste Frau in den Vereinigten Staaten – als Lehrstuhlinhaberin für Innere Medizin an die University of California, San Diego, eine Stellung, die sie 13 Jahre behielt. 1986 wurde sie emeritiert, 1991 ging sie in den Ruhestand. 1991 stiftete die Universität einen nach ihr benannten Lehrstuhl. Stelleninhaber ist (Stand 2023) Zea Borok, von 2002 bis 2010 hatte Kenneth Kaushansky die Position.
Hellen Ranney war die erste Frau, die die Präsidentschaft der Association of American Physicians innehatte (1984/85) und die erste Ärztin, die eine leitende Funktion im Kriegsveteranenministerium der Vereinigten Staaten hatte (Distinguished Physician, 1986–1991).
Ranney galt als Expertin für Hämoglobinopathien. Sie identifizierte eine Variante im Hämoglobin, die bei der Sichelzellanämie gefunden wird, erkannte das Vererbungsmuster in Allelen und bestimmte die genetischen Faktoren, die für die Vererbung der Sichelzellanämie verantwortlich sind. Gemeinsam mit Samuel Rahbar konnte sie zeigen, dass HbA1c geeignet ist, die Stoffwechseleinstellung von Diabetikern zu überprüfen.
1973 wurde Ranney in die National Academy of Sciences gewählt, 1975 in die American Academy of Arts and Sciences. 1997 erhielt sie die George M. Kober Medal der Association of American Physicians, 1999 die Henry M. Stratton Medal der American Society of Hematology.